# مایک ون د گور
مایک ون د گور (انگلیسی: Mike van de Goor) بازیکن سابق تیم ملی والیبال هلند است.
مایک با هلند به مدال طلا المپیک ۱۹۹۶ دست یافت.